# Yours, Mine and Ours (película de 2005)
Yours, Mine & Ours (Míos, tuyos y nuestros en España y Los tuyos, los míos y los nuestros en América) es una comedia romántica de 2005, y un remake de una película del mismo nombre de 1968.

## Trama
Este film trata sobre una pareja que se enamoran en la secundaria pero cuyos caminos se separan. Ambos siguen sus vidas, maduran y se casan para luego enviudar. Al encontrarse ya adultos, resurge su amor, sin embargo, deberán sortear un escollo muy difícil: Helen tiene 10 hijos (4 biológicos y 6 adoptados) y él otros 8. Conseguir una casa para todos no será fácil y mucho menos organizarse. Las resistencias de algunos de los chicos para aceptar la nueva unión más los conflictos que irán surgiendo en este nuevo hogar "superpoblado" dan marco a esta historia en la que se desarrollarán no pocas aventuras y desventuras. Una película para toda la familia.

## Elenco

### Viudos
- Dennis Quaid  es Frank Beardsley.
- Rene Russo es Helen North.

### Hijos

#### Los Hijos de la Familia Beardsley
- Sean Faris es William "Will" Beardsley.
- Katija Pevec es Christina "Chris" Beardsley.
- Dean Collins es Harry Beardsley.
- Haley Ramm es Kelly Beardsley.
- Tyler Patrick Jones es Michael Beardsley.
- Bridger Palmer es Otter Beardsley.
- Brecken Palmer es Ely Beardsley.
- Ty Panitz es Ethan Beardsley.

#### Los Hijos de la Familia North
- Danielle Panabaker es Phoebe North.
- Drake Bell es Dylan North.
- Lil' JJ es Jimi North.
- Miki Ishikawa es Naoko North.
- Miranda Cosgrove es Jani North.
- Andrew Vo es Lau North.
- Slade Pearce es Mick North.
- Jennifer Habib es Bina North.
- Jessica Habib es Marisa North.
- Nicholas Roget-King es Aldo North.

### Otros
- Rip Torn es Comandante Sherman.
- Linda Hunt es Mrs. Munion.
- Jerry O'Connell es Max.